# João Gouveia
João Eduardo Dias Madeira Gouveia (11 de julho de 1958) é um deputado e político português. Ele é deputado à Assembleia da República na XIV legislatura pelo Partido Socialista. Tem uma licenciatura em economia pela Faculdade de Economia da Universidade de Coimbra.
Foi Presidente da Câmara Municipal de Soure entre 1994 e 2013 e também deputado ao Parlamento Europeu.